# Bayano
Bayano, ook bekend als Vaino, was een Afrikaan die tot slaaf gemaakt was door Spanjaarden en die de grootste slavenopstand van de 16e eeuw leidde in Panama. Hij zou afkomstig zijn geweest van de Mandinka-stam in West-Afrika, waardoor hij en zijn kameraden moslim zouden zijn geweest.
Er gaan verschillende verhalen over het begin van hun opstand in 1552. Het begin zou ofwel onderweg op het schip, ofwel na aankomst in Panama's provincie Darién langs de huidige grens met Colombia zijn geweest. Gevluchte slaven (marrons) zetten daar autonome nederzettingen op waarvan vele eeuwenlang met succes de Spaanse overheersing afhielden door guerrilla-tactieken te gebruiken en bondgenootschappen te sluiten met piraten of met inheemse stammen die in vergelijkbare omstandigheden verkeerden.
Koning Bayano's krijgsmacht telde tussen de vier- en twaalfhonderd marrons, en had een vestiging genaamd Ronconcholon nabij de hedendaagse Rio Chepo, een rivier die ook bekend is als Rio Bayano. Zij voerden een guerrillastrijd die langer dan vijf jaar duurde, terwijl ze hun gemeenschap opbouwden. Dr. Abdul Khabeer Muhammad heeft beschreven dat zij democratische structuren hadden en moskeeën bouwden, maar volgens eigentijdse bronnen lieten de marrons zich dopen en hielden zij christelijk geïnspireerde rituelen.
Bayano sloot een wapenstilstand met Panama's koloniaal gouverneur Pedro de Ursua. Maar Ursua nam de guerrillaleider gevangen en stuurde hem naar Peru en toen naar Spanje, waar hij stierf. Bayano's opstand viel samen met andere, waaronder die van Felipillo en Luis de Mozambique.
Bayano's naam is onsterfelijk geworden in de Panamese geschiedenis. Een grote rivier, een vallei, een dam een verschillende bedrijven zijn naar hem genoemd. De Rio Bayano is een grote rivier in het oosten van Panama. Hij is afgedamd in de jaren zeventig, waardoor het stuwmeer Lago Bayano ontstond; belangrijk voor de elektriciteitsvoorziening in Panama.